# Список лучших альбомов США 1981 года (Billboard)
Список лучших альбомов США 1981 года (Billboard Year End Charts) — итоговый список наиболее популярных альбомов журнала Billboard по данным продаж за 1981 год.
Лучшим альбомом года по продажам стал «Hi Infidelity» американской рок-группы REO Speedwagon, который 15 недель (с перерывами) был № 1 в Billboard 200. Спустя 30 лет альбом был переиздан в люксовой версии во время нового концертного тура группы 2010 года. Второе место по итогам года занял диск Джона Леннона и Йоко Оно Double Fantasy, вышедший за три недели до трагической гибели Леннона, когда он подписывал его своему убийце.

## История
| Место | Альбом              | Исполнитель            | Примечания        |
| ----- | ------------------- | ---------------------- | ----------------- |
| 1     | «Hi Infidelity»     | REO Speedwagon         | [ 5 ] [ 6 ]       |
| 2     | «Double Fantasy»    | Джон Леннон и Йоко Оно |                   |
| 3     | «Greatest Hits»     | Кенни Роджерс          | #1 Country Albums |
| 4     | «Christopher Cross» | Кристофер Кросс        |                   |
| 5     | «Crimes of Passion» | Пэт Бенатар            |                   |
| 6     | «Paradise Theater»  | Styx                   |                   |
| 7     | «Back in Black»     | AC/DC                  |                   |
| 8     | «Voices»            | Hall and Oates         |                   |
| 9     | «Zenyatta Mondatta» | The Police             |                   |
| 10    | «The River»         | Брюс Спрингстин        |                   |